# Nayapati
Nayapati es un pueblo ubicado en el distrito de Katmandú, provincia de Bagmati, Nepal.

## Superficie
Cuenta con una superficie de 6,7 kilómetros cuadrados.

## Demografía
Datos hasta 2015
- Población: 11 327 habitantes.[1]
- Densidad de población: 1,690 habitantes por kilómetro cuadrado.[1]
- Población masculina: 5567 (49,1%).[1]
- Población femenina: 5760 (50,9%).[1]